# Sushmita Sen
Sushmita Sen (´Hyderabad, 19 de novembro de 1975) é uma rainha da beleza que venceu o concurso Miss Universo 1994, sendo a primeira de seu país a fazê-lo. "A vitória no concurso em 1994 catapultou Sushmita para o estrelato da noite para o dia em todo o mundo", reportou o portal NDTV em maio de 2022, ao se completarem 28 anos de seu feito.
Depois do título, ela tornou-se uma celebridade em seu país, tendo se tornado uma atriz de sucesso em Bollywood. 

## Biografia
Sushmita é filha de um ex-oficial da Força Aérea da Índia e de uma artista plástica.
Em janeiro de 2022 ela revelou que gosta de ler livros de cunho espiritual e que já havia lido The Power Of Now, Autobiography Of A Yogi e God On A Harley. 

## Concursos de beleza
Sushmita venceu o Miss Índia 1994, deixando em segundo lugar Aishwarya Ra, que depois venceria o Miss Mundo 1994.
Sobre sua vitória no Miss Universo em janeiro de 2022 ela disse: "Foi uma grande honra. Esse tipo de vitória define a vida". 

## Vida após os concursos

### Cinema
Sushmita fez sua estreia em Bollywood no filme Dastak, de 1996. Entre outros filmes dos quais participou estão Biwi No 1, Do Knot Disturb, Main Hoon Na, Maine Pyaar Kyun Kiya, Tumko Na Bhool Paayenge e No Problem.
É uma das atrizes mais influentes do país, com mais de 29 filmes em seu currículo, sendo da mesma safra de outras indianas que participaram de concursos de beleza, entre as quais Aishwarya Rai e Priyanka Chopra.

### Diretora do Miss Índia Universo
Em março de 2010 ela comprou a franquia do Miss Universo para a Índia. Nessa nova fase o concurso passou a chamar-se "I Am She". No entanto, ela   desistiu do projeto em 2017.

### Vida pessoal
Sushmita é mãe solteira de duas filhas adotivas, Alisah e Renee.
Entre 2018 e dezembro de 2021 ela namorou o modelo Rohman Shawl, que era 16 anos mais jovem que ela.
No início de julho de 2022 ela disse durante uma entrevista que apesar de ter conhecido homens muito interessantes, nunca tinha se casado porque "eles eram uma decepção". "Cheguei perto de me casar três vezes e todas as três vezes que Deus me salvou. Não posso dizer quais desastres se seguiram com suas respectivas vidas. Deus me protegeu", disse também.
Dias depois, o empresário esportivo Lalit Kumar Modi anunciou que os dois estavam namorando.

## Curiosidade
- No mesmo ano em que venceu o Miss Universo, sua conterrânea Aishwarya Rai também venceu o Miss Mundo;
- Em 2000, duas indianas voltariam novamente a vencer os dois mais importantes concursos de beleza do mundo: Lara Dutta e Priyanka Chopra.